# Scutiger mammatus
Espèce
Synonymes
- Bufo mammatus Günther, 1896
- Aelurophryne gigas Zarevskij, 1926 "1925"
- Scutiger ruginosus Zhao & Jiang, 1982

Statut de conservation UICN

 LC  : Préoccupation mineure
Scutiger mammatus est une espèce d'amphibiens de la famille des Megophryidae.

## Répartition
Cette espèce est endémique du centre de la République populaire de Chine. Elle se rencontre dans les provinces du Qinghai, du Sichuan et au Tibet.

## Publication originale
- Günther, 1896 : Report on the collections of reptiles, batrachians and fishes made by Messrs Potanin and Berezowski in the Chinese provinces Kansu and Sze-chuen. Annuaire du Musée Zoologique de l'Academie Impériale des Sciences de St. Pétersbourg, vol. 1, p. 199-219.